# Cầu Đăk Bla

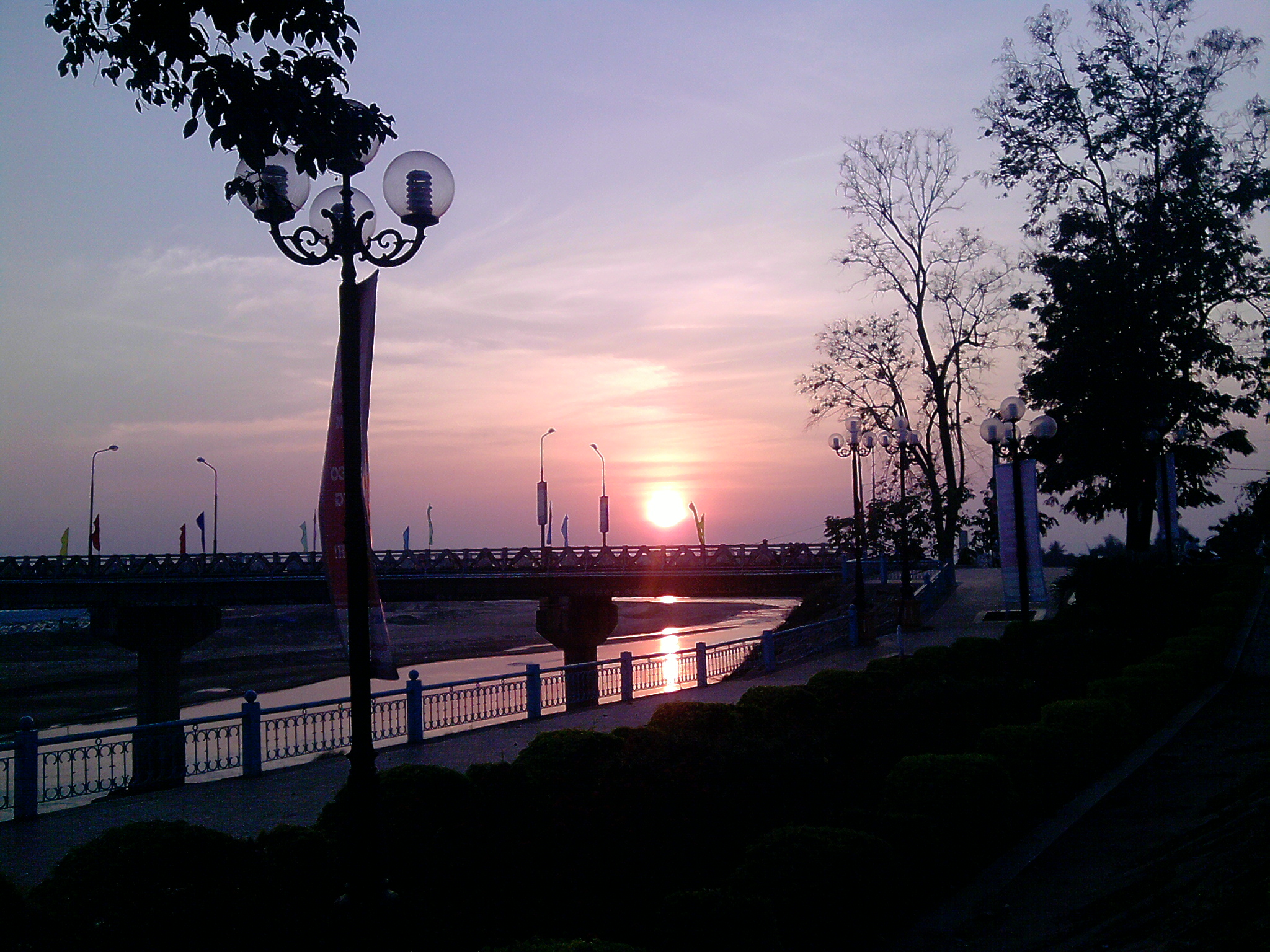
Cầu Đăk la (ảnh chụp năm 2010)

Cầu Đăk la là một cây cầu bắc qua sông Đăk Bla trên Quốc lộ 14 (đường Hồ Chí Minh) tại thành phố Kon Tum, tỉnh Kon Tum, Việt Nam.

## Vị trí
Cầu nằm ở cửa ngõ phía nam thành phố Kon Tum, nối liền hai phường Quyết Thắng và Lê Lợi.

## Lịch sử
Cây cầu bằng sắt kiên cố đầu tiên vượt sông Đăk Bla được chính quyền Việt Nam Cộng hòa xây dựng vào cuối thập niên 1950 để phục vụ cho việc đi lại và hoạt động quân sự. Cầu gắn bó với đất và người Kon Tum cho đến năm 1991, khi tỉnh Kon Tum được tái lập.
Ngày 2 tháng 11 năm 1991, cầu được khởi công xây dựng lại với chiều dài 174,45 m, gồm hai làn xe, hoàn thành vào ngày 2 tháng 9 năm 1992. Điểm nhấn của cầu là những hình ảnh cồng chiêng được trang trí dọc theo lan can.
Ngày 17 tháng 9 năm 2009, một cây cầu mới nằm song song với cầu Đăk Bla cũ được khởi công xây dựng. Cầu có kết cấu bê tông cốt thép vĩnh cửu, có chiều dài 214 m, gồm 5 nhịp và chiều rộng 12,5 m. Công trình có tổng vốn đầu tư hơn 41 tỷ đồng.